# LDE – Saxonia
Die Lokomotive SAXONIA der Leipzig-Dresdner Eisenbahn-Compagnie (LDE) war die erste funktionstüchtige in Deutschland gebaute Dampflokomotive. Sie wurde 1838 in Übigau bei Dresden gebaut und war bis 1849 im Einsatz. Zum 150. Jubiläum der Eröffnung der ersten deutschen Ferneisenbahn von Leipzig nach Dresden im Jahr 1989 wurde in Eigenleistung verschiedener Dienststellen der Deutschen Reichsbahn ein betriebsfähiger Nachbau erstellt, der heute im Verkehrsmuseum Dresden museal präsentiert wird.

## Geschichte
Konstruiert wurde die Lokomotive von Johann Andreas Schubert. Schubert hatte sich dabei von der englischen Lokomotive COMET des Herstellers Rothwell, Hick and Rothwell inspirieren lassen und das Gesehene analysiert und verbessert: Zwei gekuppelte Achsen sorgten für den Antrieb und somit für hohe Zugkraft, eine Laufachse für den ruhigen Lauf kam hinzu.
Die Entwicklung und der Bau der Lokomotive erfolgte in der am 1. Januar 1837 gegründeten Maschinenbauanstalt Übigau bei Dresden. Schubert war von Beginn an Leiter des Unternehmens. Der Bau der Lokomotive war für das Unternehmen ein technisches und wirtschaftliches Risiko. Zum einen bestanden keinerlei technische Erfahrungen und zum anderen lag kein Auftrag zum Bau vor. Als Grundlage für seine Konstruktion dienten ihm von der englischen COMET abgenommene Maße. Im Dezember 1838 führte die Saxonia zahlreiche Probefahrten auf dem bereits fertiggestellten Gleisstück bis zur Station Weintraube durch.
Schubert hätte die Saxonia gerne den Eröffnungszug der Leipzig-Dresdner Eisenbahn am 7. April 1839 ziehen lassen. Doch das Direktorium der LDE vertraute den englischen Lokomotiven mehr: Der Eröffnungszug von Leipzig nach Dresden wurde so von zwei englischen Lokomotiven befördert. Die Saxonia – geführt von ihrem Erbauer Johann Andreas Schubert – fuhr ihm hinterher. Auf der Rückfahrt soll durch eine von Engländern absichtlich falsch gestellte Weiche die Lokomotive in einen Unfall verwickelt worden sein. Die Engländer hatten bis dato das Monopol für den Lokomotivbau inne und hätten Schubert und seiner Saxonia den Erfolg nicht gegönnt. Diese Anekdote ist aber erst sehr spät, in den 1930er Jahren, entstanden und beruht auf nur einer einzigen, letztendlich mündlichen Quelle. Damit ist sie mit allen Problemen der oral History behaftet und zudem in einem sehr deutsch-nationalistischen Umfeld entstanden. Die Wahrheit der Geschichte wird heute stark bezweifelt.
Die Saxonia wurde im Fahrdienst der LDE eingesetzt. Für 1843 ist eine Laufleistung von 8666 Kilometern nachgewiesen. Im gleichen Jahr wurde sie zur Reservelok herabgestuft und 1849 verschrottet. 1853 wurde von der LDE eine zweite Lokomotive mit dem Namen Saxonia in Dienst gestellt.
Am 12. April 1840 lieferte die Maschinenbauanstalt Übigau noch eine weitere B1 n2-Lokomotive mit dem Namen PHOENIX an die LDE.

## Technische Merkmale

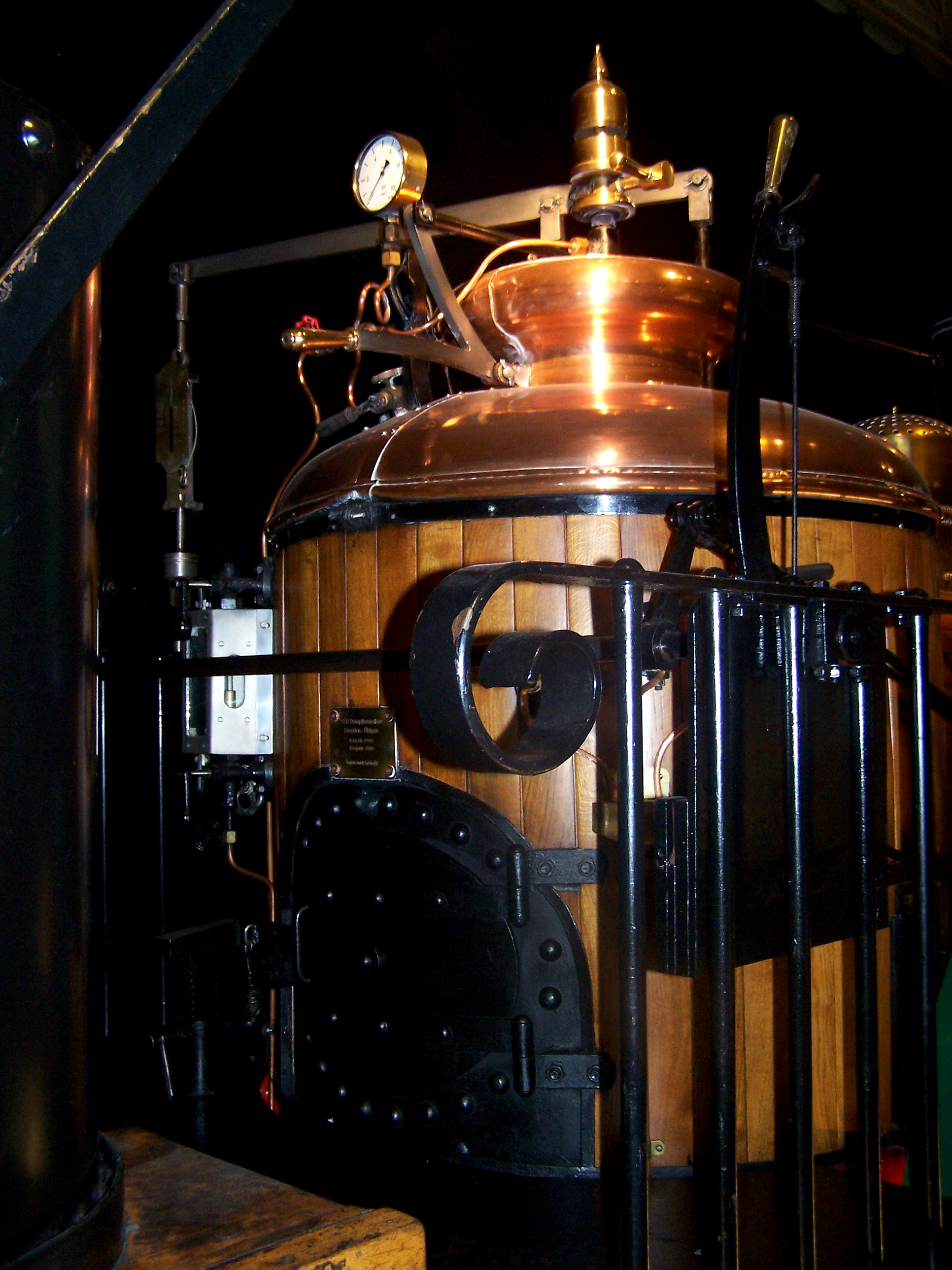
Stehkessel der Saxonia

Technisch entsprach die Saxonia im Wesentlichen ihren englischen Vorbildern. Über die Bauart des Kessels existieren nur wenige Angaben. Der Langkessel hatte genietete Längsnähte, der Stehkessel war mit zylindrisch gewölbter Decke ausgeführt. Eine ebene Platte auf dem Stehkessel diente zur Aufnahme der Dampfpfeife und des Federwaag-Sicherheitsventils. Im vorderen Teil des Langkessels befand sich der hohe, schlanke Dampfdom. Der Feuerrost war beweglich ausgeführt.
Die Dampfmaschine war als Zweizylinder-Innentriebwerk mit einer einfachen innenliegenden Hebelsteuerung ohne Dampfdehnungsstufe konstruiert. Angetrieben wurde die zweite Kuppelachse.
Sowohl die beiden Kuppelradsätze, als auch die Laufachse waren fest im Rahmen gelagert. Die Speichen der Räder bestanden aus geschmiedeten Flacheisen. Später wurden dann gusseiserne Radsterne eingebaut. Wegen des Innentriebwerks musste die zweite Kuppelachse als Kropfachse ausgeführt werden, was angesichts der damaligen fertigungstechnischen Möglichkeiten als bemerkenswert gelten muss. Eine technische Neuerung war die Nachlaufachse, die von Schubert vor allem zur Verbesserung der Fahreigenschaften vorgesehen gewesen war. Sie hielt man später dennoch für entbehrlich, sie wurde 1840 ausgebaut. Ab 1842 war jedoch aus Sicherheitsgründen der Betrieb zweiachsiger Lokomotiven verboten worden, sodass sie wieder eingebaut werden musste.
Als Bremse war anfangs eine spindelbetätigte Bandbremse vorhanden, die von oben auf die beiden Treibräder wirkte. Da sie sich wegen starken Verschleißes nicht bewährte, wurde sie später wieder ausgebaut.

## Vereinfachte Nachbildung für Straßenumzüge von 1937

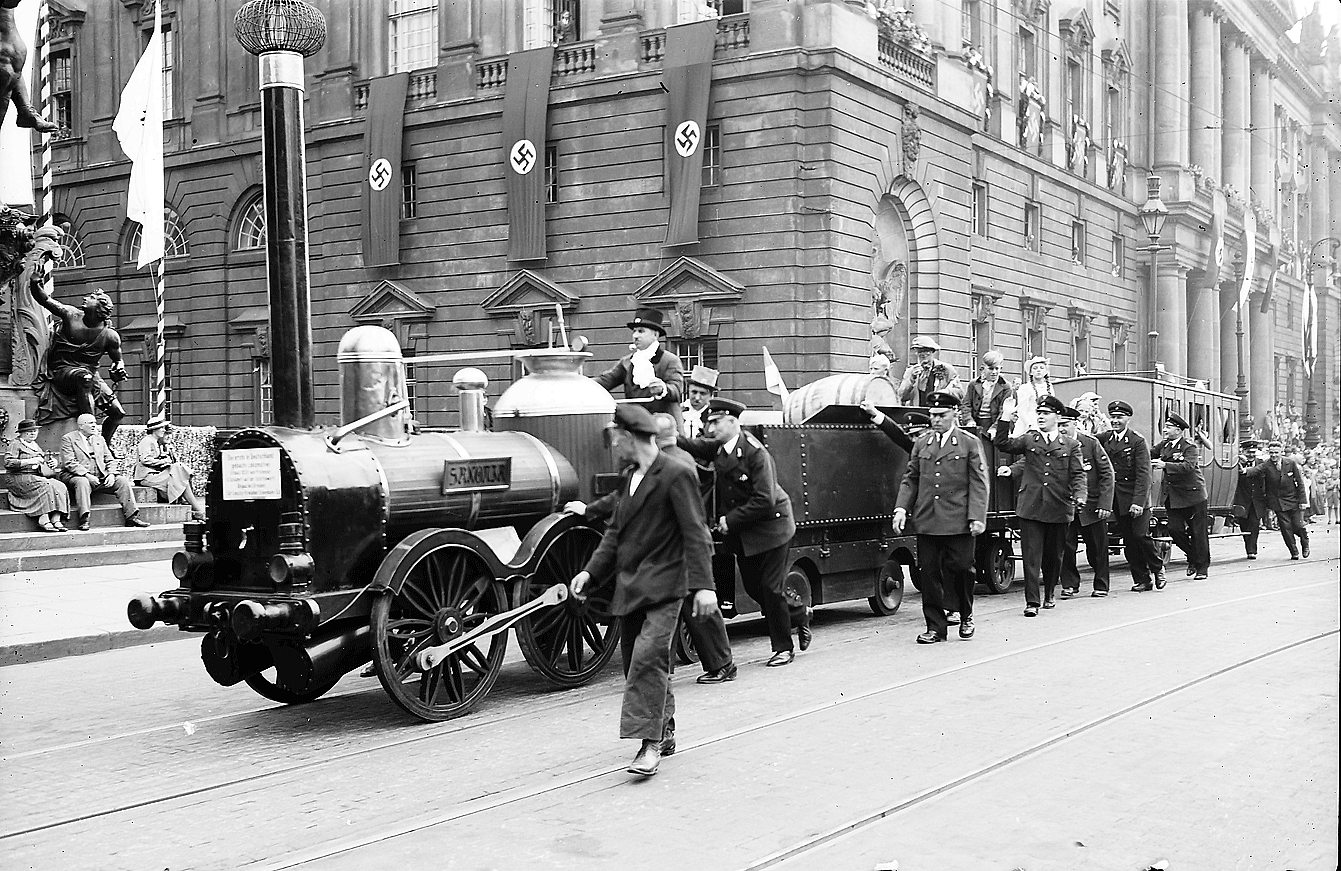
Nachbildung des Saxonia-Zuges auf der Kurfürstenbrücke am Berliner Schloss (1937)

Das Reichsbahnausbesserungswerk Leipzig baute 1937 eine nicht betriebsfähige und vereinfachte Nachbildung des Saxonia-Zuges für Straßenumzüge. Diese Nachbildung bestand aus der Lokomotive, dem Tender und zwei Wagen. Die Fahrzeuge besaßen keine Spurkränze und konnten nicht auf Gleisen fahren. Zur 100-Jahr-Feier der Eröffnung des ersten Abschnitts der deutschen Fernbahnstrecke Leipzig–Althen (– Dresden) fuhr diese Nachbildung durch die Innenstadt von Leipzig. Auch zur 700-Jahr-Feier Berlins im August 1937 wurde dieser Saxonia-Zug bei dem dortigen Festumzug präsentiert. Im Anschluss war er bei weiteren Umzügen im Einsatz.

## Betriebsfähiger Nachbau von 1989
Am 11. Oktober 1985 wurde beim Ministerium für Verkehrswesen der DDR eine Arbeitsgruppe für den Nachbau der Lokomotive gegründet. Vorgesehen war, diesen Nachbau anlässlich der Feierlichkeiten zum 150. Jubiläum der ersten deutschen Ferneisenbahn Leipzig–Dresden am 8. April 1989 erstmals einzusetzen.

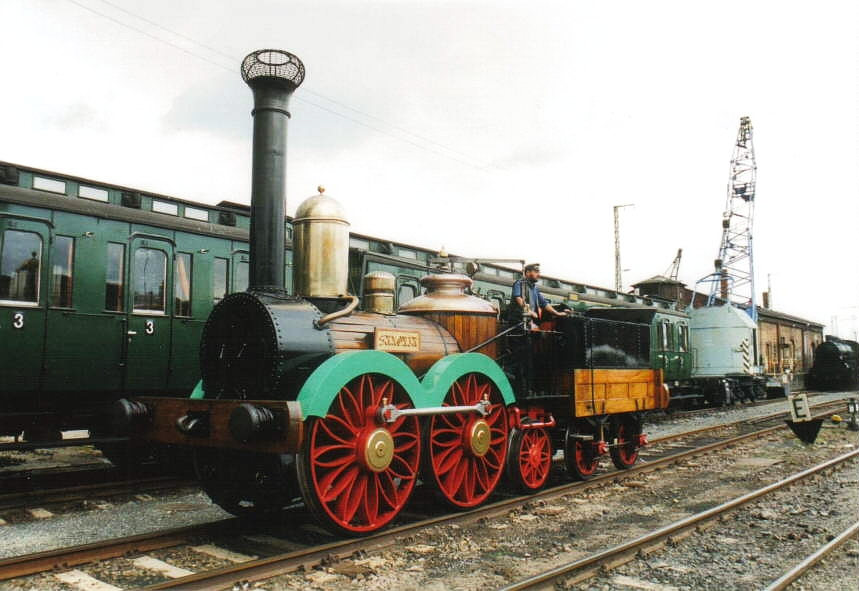
Die Saxonia am 18. Mai 2003 auf dem Dresdner Dampflokfest

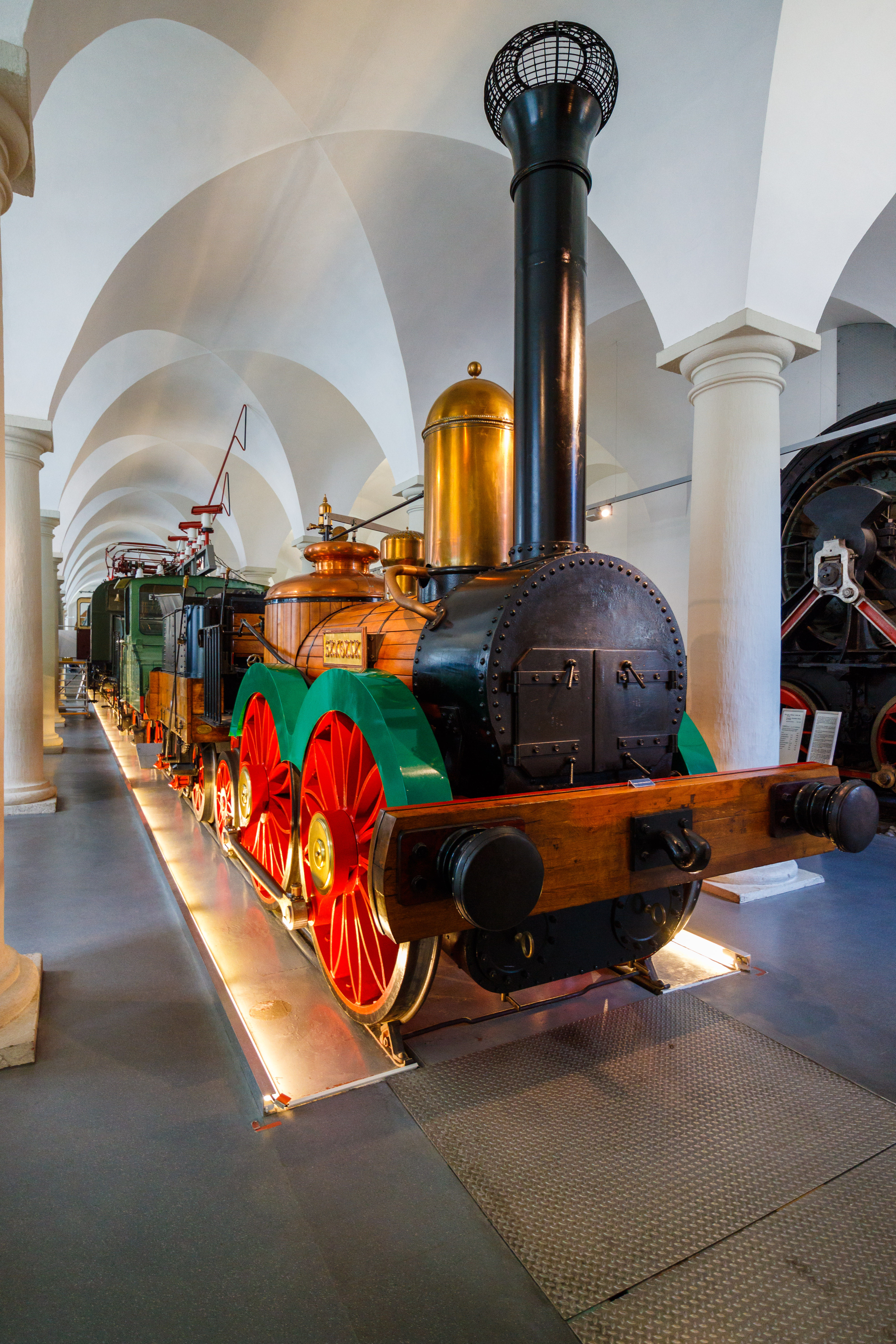
Die Saxonia im Verkehrsmuseum Dresden

Ähnlich wie seinerzeit beim Adler standen für den Nachbau nur wenige originale Bauunterlagen zur Verfügung. Als Grundlage der Neukonstruktion diente vor allem eine Blaupause der Originalzeichnungen von 1838. Die Maße sowie technische Daten wurden dem 1839 von N.N.W. Meißner herausgegebenen Buch „Geschichte und erklärende Beschreibung der Dampfmaschinen, Dampfschiffe und Eisenbahnen“ entnommen. Als problematisch erwies es sich schon im Vorfeld, dass ein Nachbau mit den alten Fertigungstechniken aus verschiedenen Gründen nicht möglich war. Für die Fertigung des Kessels etwa waren die aktuellen technischen Vorschriften zu beachten. Besonderes Kopfzerbrechen bereitete auch die Dampfmaschine. Ursprünglich hatte die Saxonia nur eine einfache Hebelsteuerung, die keinerlei Füllungsregelung zuließ. Für den Nachbau der Saxonia wurde darum eine Stephensonsteuerung mit offenen Stangen vorgesehen.
Die Konstruktion und die Fertigung des Nachbaukessels wurde dem VEB Dampfkesselbau Übigau in Dresden anvertraut. Damit sollte der Betrieb fast genau 150 Jahre nach dem Original-Kessel nun auch den modernen Nachbau liefern. Alle anderen Bauteile für die Saxonia wurden hingegen von den verschiedensten Dienststellen der Deutschen Reichsbahn zugeliefert. Die Endmontage der Saxonia wurde im Reichsbahnausbesserungswerk Halle ausgeführt. Die Fertigung von Baugruppen übernahmen die Bahnbetriebswerke Dresden, Oebisfelde, Berlin-Pankow und Weißenfels sowie die Aufarbeitungswerkstatt Wilsdruff.
Der Bau des Tenders erfolgte in der Einsatzstelle Waren (Müritz) des Bahnbetriebswerks Neustrelitz. Ursprünglich war ein weitgehend originaler Nachbau mit einem Holzrahmen aus Überseeharthölzern vorgesehen. Versuche mit einem nachgebauten Pufferträger zeigten jedoch, dass eine solche Holzkonstruktion stark zum Reißen neigt. Aus dem Grund wurde der Tenderrahmen letztlich in Schweißkonstruktion mit einer Holzverkleidung gefertigt.
Am 1. Oktober 1988 wurde die neue Lokomotive im Raw Halle erstmals angeheizt. 14 Tage später zeigte die neue Lokomotive bei einer Probefahrt nach Eisleben ihre volle Funktionsfähigkeit. Bei der am 12. Januar 1989 durchgeführten Abnahmefahrt zwischen Halle und Leipzig erreichte die Lokomotive selbst bei einer Geschwindigkeit von 70 km/h eine hohe Laufruhe und eine gute Dampfentwicklung.
Das Bahnbetriebswerk Leipzig Hbf Süd wurde Heimatbetriebswerk für die neue Saxonia. Am 8. und 9. April 1989 führte die neue Saxonia die bemerkenswerte Fahrzeugparade zum Jubiläum der ersten deutschen Ferneisenbahn bei Riesa an.
Eigentümer der Lokomotive ist das DB-Museum Nürnberg. Die Lokomotive war nach einer 2008 erfolgten Revision im Dampflokwerk Meiningen zeitweilig betriebsfähig. Seit 2011 ist die wegen Fristablauf nicht mehr betriebsfähige Lokomotive als Leihgabe im Verkehrsmuseum Dresden ausgestellt.

## Philatelistische Würdigung
Am 5. September 2013 gab die Deutsche Post AG in der Briefmarkenserie Tag der Briefmarke eine Zuschlagsmarke im Wert von 58 + 27 Eurocent zum 175. Jahrestag der Dampflokomotive Saxonia heraus. Der Entwurf stammt vom Grafiker Harry Scheuner aus Chemnitz.